# Daniel Morad

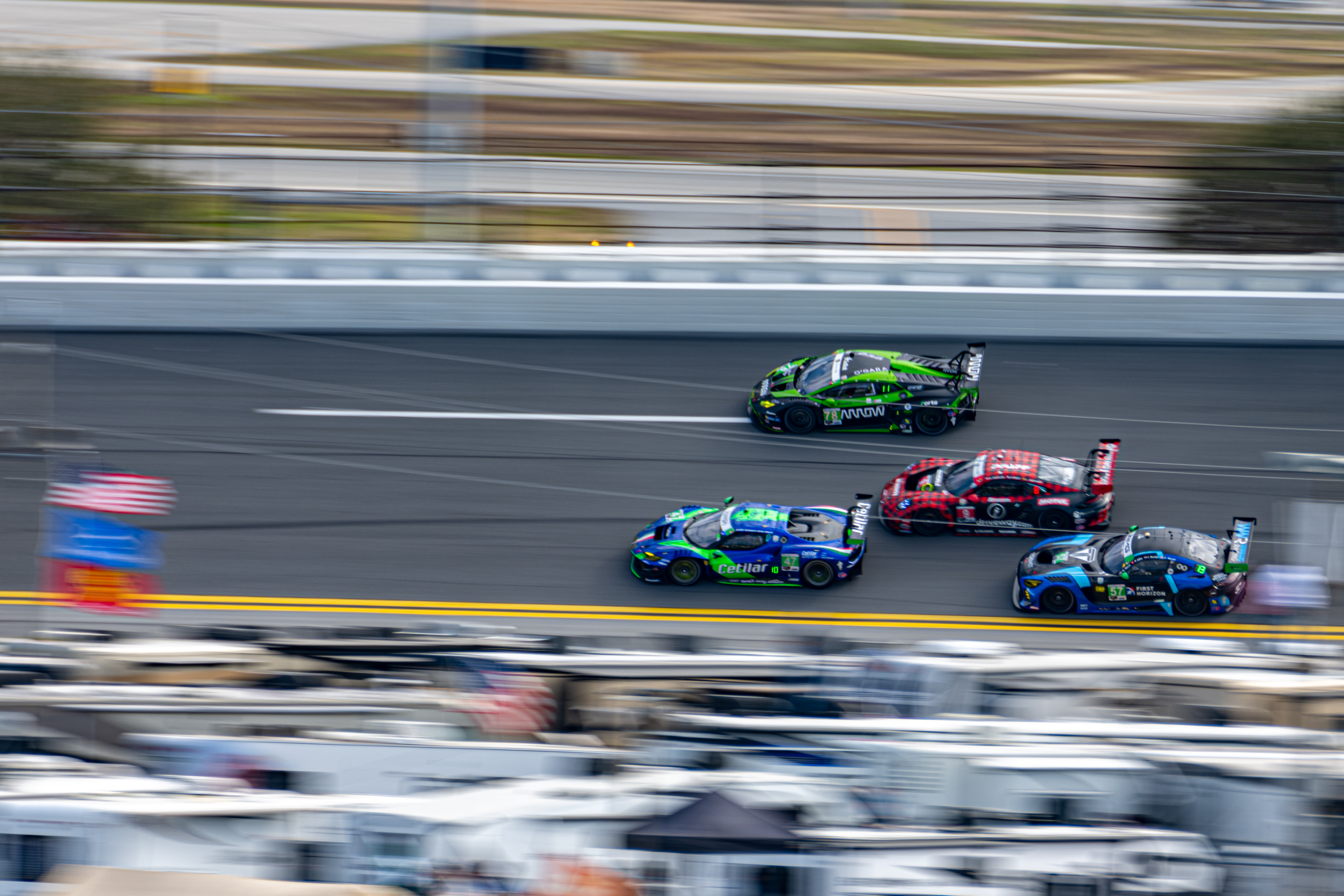
Der von Daniel Morad beim 24-Stunden-Rennen von Daytona 2023 gefahrene Mercedes-AMG GT3 (Startnummer 57)

Daniel Morad (* 24. April 1990 in Markham, Ontario) ist ein kanadischer Rennfahrer. In der A1GP trat er mit einer libanesischen Rennlizenz an.

## Karriere
Morad begann seine Motorsportkarriere 1998 im Kartsport, in dem er bis 2005 aktiv war. Unter anderem gewann er 2005 die kanadische Kartmeisterschaft. 2006 wechselte er in den Formelsport und startete in der US-amerikanischen Formel BMW, die er auf dem sechsten Gesamtrang beendete. Außerdem wurde er Meister der Bridgestone F2000 Racing Series. 2007 blieb Morad in der US-amerikanischen Formel BMW und sicherte sich mit sechs Siegen den Meistertitel mit deutlichem Vorsprung auf Esteban Gutiérrez und Alexander Rossi.
2008 wechselte er in die Atlantic Championship und bestritt große Teile der Saison in dieser Serie. Am Saisonende belegte er den zwölften Gesamtrang. Im Winter 2008/2009 startete Morad, der in seiner bisherigen Karriere immer mit kanadischer Rennlizenz angetreten war, als einziger Pilot für das libanesische A1 Team in der A1GP-Serie. Am Saisonende belegte das Team den 17. Gesamtrang. Im weiteren Saisonverlauf erhielt der Kanadier kein Cockpit und kehrte in den Kartsport zurück.
2010 startete Morad für Status Grand Prix in der GP3-Serie. Er gewann ein Rennen und beendete die Saison auf dem zwölften Platz in der Fahrerwertung. 2011 nahm er zunächst für Carlin an drei GP3-Rennwochenenden teil. Er blieb ohne Punkte und belegte den 33. Gesamtrang. Nach dem Ende seines GP3-Engagements trat er für Team Moore Racing zu einem Rennwochenende der Indy Lights an. Dabei war ein elfter Platz sein bestes Ergebnis.

## Statistik

### Karrierestationen
| - 1998–2005: Kartsport - 2006: US-amerikanische Formel BMW (Platz 6) - 2006: Bridgestone F2000 Racing Series (Meister) | - 2007: US-amerikanische Formel BMW (Meister) - 2008: Atlantic Championship (Platz 12) - 2009: A1GP | - 2010: GP3-Serie (Platz 12) - 2011: GP3-Serie (Platz 33) - 2011: Indy Lights (Platz 26) |

### Einzelergebnisse in der GP3-Serie
| Jahr | Team              | 1   | 2   | 3   | 4   | 5   | 6   | 7   | 8   | 9   | 10  | 11  | 12  | 13  | 14  | 15  | 16  | Punkte | Rang |
| ---- | ----------------- | --- | --- | --- | --- | --- | --- | --- | --- | --- | --- | --- | --- | --- | --- | --- | --- | ------ | ---- |
| 2010 | Status Grand Prix | ESP | ESP | TUR | TUR | ESP | ESP | GBR | GBR | GER | GER | HUN | HUN | BEL | BEL | ITA | ITA | 15     | 12.  |
| 2010 | Status Grand Prix | DNF | 22  | 5   | 5   | 19  | 12  | 7   | 1   | DNF | 9   | 21  | 12  | DNF | 16  | 9   | 7   | 15     | 12.  |
| 2011 | Carlin            | TUR | TUR | ESP | ESP | ESP | ESP | GBR | GBR | GER | GER | HUN | HUN | BEL | BEL | ITA | ITA | 0      | 33.  |
| 2011 | Carlin            |     |     | 24  | 14  | 15  | DNF | DNS | DNS |     |     |     |     |     |     |     |     | 0      | 33.  |

### Sebring-Ergebnisse
| Jahr | Team                          | Fahrzeug             | Teamkollege        | Teamkollege      | Teamkollege         | Platzierung | Ausfallgrund |
| ---- | ----------------------------- | -------------------- | ------------------ | ---------------- | ------------------- | ----------- | ------------ |
| 2016 | Alegra Motorsports            | Riley DP             | Carlos de Quesada  | Cameron Lawrence |                     | Rang 38     |              |
| 2017 | Alegra Motorsports            | Porsche 911 GT3 R    | Carlos de Quesada  | Spencer Pumpelly | Michael Christensen | Rang 25     |              |
| 2019 | Montaplast by Land Motorsport | Audi R8 LMS GT3      | Christopher Mies   | Ricardo Feller   |                     | Rang 22     |              |
| 2021 | Alegra Motorsports            | Mercedes-AMG GT3     | Michael de Quesada | Billy Johnson    |                     | Ausfall     | Unfall       |
| 2022 | Alegra Motorsports            | Mercedes-AMG GT3 Evo | Michael de Quesada | Maximilian Götz  |                     | Rang 35     |              |